# Lahas
Lahas är en kommun i departementet Gers i regionen Occitanien i sydvästra Frankrike. Kommunen ligger i kantonen Samatan som tillhör arrondissementet Auch. År 2022 hade Lahas 181 invånare.

## Befolkningsutveckling
Antalet invånare i kommunen Lahas
Referens:INSEE